# ساركوزينيميا
ساركوزينيميا (بالإنجليزية:Sarcosinemia) ويُسمى أيضًا بفرط الساركوزينيميا ونقص الـ SARDH، هو مرض وراثي جسمي متنحي يحدث به اضطراب الاستقلاب يتميز بزيادة نسبة الساركوزين في بلازما الدم والبول. يمكن أن يحدث بسبب خطأ وراثي في أيض الساركوزين، أو بسبب نقص حاد بحمض الفوليك يتعلق بالاحتياج لحمض الفوليك لتحويل الساركوزين إلى غليسين. ويُعتقد أنها حالة حميدة نسبيًا.

## السبب والوراثة

للساركوزينيميا نمط وراثي جسمي متنحي

يحدث مرض الساركوزينيميا بسبب طفرة في جين ساركوزين ديهيدروجينيز (SARDH)، الذي يقع على الكروموسوم التاسع.
ويتم توريث هذا المرض بصورة متنحية، وهذا يعني أن الجين المعيب المسؤول عن المرض يقع على صبغي جسمي (الكروموسوم التاسع صبغي جسمي)، ويتطلب نسختان من الجين المعيب (واحدة موروثة من كل من الوالدين) لكي يولد الطفل بالمرض. والدي الفرد المصاب بمرض جسمي متنحي يحملان نسخة واحدة من الجين المعيب، ولكن عادة لا يشعران بأي أعراض للمرض.

## وصلات خارجية
- Sarcosinemia في معاهد الصحة الوطنية الأمريكية للأمراض النادرة